# أبو عاقلة كيكل
أبو عاقلة كيكل هو قائد سابق لقوات الدعم السريع في السودان. ومؤخرًا، انشق وانضم إلى القوات المسلحة السودانية، مما أثار سلسلة من الهجمات الانتقامية العنيفة من قبل قوات الدعم السريع على المدنيين في ولاية الجزيرة. وقد أسفرت هذه الهجمات عن سقوط العديد من الضحايا ونزوح واسع النطاق.
أسس كيكل، الضابط المتقاعد من الجيش السوداني، قوات درع السودان في عام 2022. وبحلول أغسطس/آب 2023، أعلن دعمه لقوات الدعم السريع. ينحدر كيكل من منطقة البطانة في وسط السودان، وأصبح ناشطًا وعضوًا رئيسيًا في المكتب التنفيذي لمنتدى البطانة الحرة، الذي يركز على الشؤون العامة الإقليمية. وكان له نشاط ملحوظ أيضًا في المنتديات التي نظمها المنتدى الوطني.

## مرجع
1. ↑  MAGDY, SAMY. "Rights group calls for international force to protect Sudanese amid a rampage by paramilitaries". ABC News (بالإنجليزية). Archived from the original on 2024-11-13. Retrieved 2024-11-11.
2. ↑  SudanTribune (11 Nov 2024). "Sudanese army officer implicated in fall of Wad Madani to RSF". Sudan Tribune (بالإنجليزية الأمريكية). Archived from the original on 2025-02-09. Retrieved 2024-11-11.
3. 1 2  "أبوعاقلة كيكل: من هو القائد كيكل الذي انشق عن قوات "الدعم السريع" وانضم للجيش السوداني؟". BBC News عربي. 23 أكتوبر 2024. مؤرشف من الأصل في 2024-11-11. اطلع عليه بتاريخ 2024-11-11.
4. 1 2  "Rights body faults RSF for targeting civilians in Sudan's Al Gezira State". Radio Tamazuj (بالإنجليزية الأمريكية). 11 Nov 2024. Archived from the original on 2024-11-12. Retrieved 2024-11-11.
5. ↑  د.هشام، يقول (21 أكتوبر 2024). "أبوعاقلة كيكل هل خان الدعم السريع أم أنه كان يتبع لاستخبارات الجيش؟ – صحيفة التغيير السودانية, اخبار السودان". مؤرشف من الأصل في 2024-11-13. اطلع عليه بتاريخ 2024-11-11.
6. ↑  النور، النور أحمد. "ماذا يعني انضمام قائد الدعم السريع بالجزيرة للجيش السوداني؟.. الإجابة في 8 نقاط". الجزيرة نت. مؤرشف من الأصل في 2024-12-04. اطلع عليه بتاريخ 2024-11-11.